# Mengersdorf (Mistelgau)

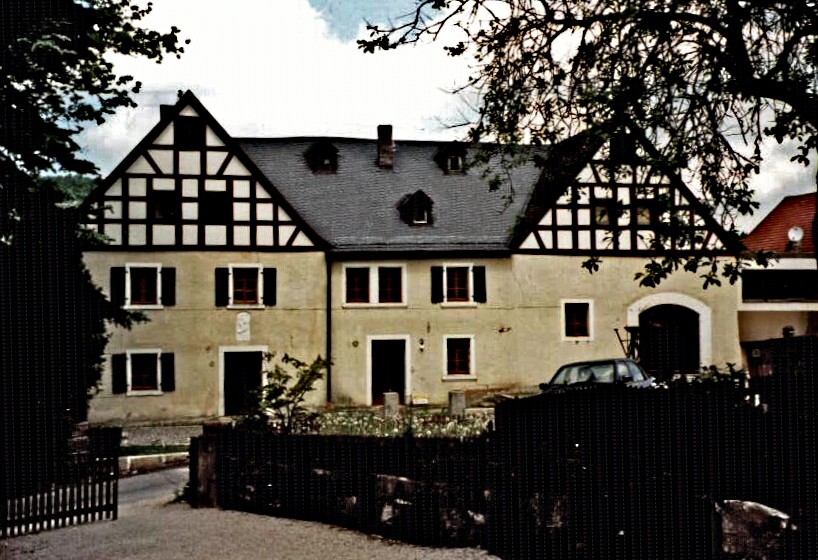
Ehemaliges Gesindehaus des Ritterguts

Mengersdorf ist ein Gemeindeteil der Gemeinde Mistelgau im Landkreis Bayreuth (Oberfranken, Bayern). Die Gemarkung Mengersdorf hat eine Fläche von 4,066 km². Sie ist in 426 Flurstücke aufgeteilt, die eine durchschnittliche Flurstücksfläche von 9545,12 m² haben. In ihr liegen neben dem namensgebenden Ort die Gemeindeteile Außerleithen, Bärnreuth und Pensenleithen.

## Geografie
Das Pfarrdorf liegt an der Truppach und am Leimbach, der dort als linker Zufluss in die Truppach mündet. Einen Kilometer südlich befindet sich die bewaldete Anhöhe Lehenberg (472 m ü. NHN), östlich schließt sich die bewaldete Anhöhe Streiter Berg (482 m ü. NHN) an. Im Westen liegt die Flur Mittlere Au. Eine Gemeindeverbindungsstraße führt nach Truppach zur Staatsstraße 2186 (0,4 km nordwestlich) bzw. an Außerleithen und Äußerer Graben vorbei nach Wohnsgehaig (2,2 km südöstlich).

## Geschichte
Seit 1383 ist das Adelsgeschlecht Mengersdorf urkundlich nachweisbar. Otto von Mengersdorf hatte im gleichnamigen Ort ein Rittergut als Stammsitz errichtet. Die Bedeutung des Ortsnamens bleibt unklar. Entweder leitet sich Menger von der mittelhochdeutschen Bezeichnung für Händler ab oder von einem Personennamen (Meinger, Enger oder Mengingoz). Die Endung –dorf wurde vor allem im 9./10. Jahrhundert für eine Ansiedlung verwendet, weist aber nicht zwingend darauf hin, dass der Ort in dieser Zeit gegründet wurde.
Das Rittergut wurde 1525 im Bauernkrieg niedergebrannt und im Zweiten Markgrafenkrieg (1552–1554) offenbar nochmals zerstört. Mit dem Aussterben des Geschlechts 1601 wurde das Gut an die Familie von Aufseß verkauft, die bereits längere Zeit einen Sitz in dem benachbarten Schloss Truppach hatte.
Gegen Ende des 18. Jahrhunderts gab es in Mengersdorf 24 Anwesen (1 Schlossgut mit Bräu- und Malzhaus, 1 Mühle, 1 Schenkstatt, 1 Gut mit Schmied- und Schenkgerechtigkeit, 1 Sölde mit Schenke, 7 Söldengüter, 12 Tropfhäuser). Die Hochgerichtsbarkeit stand dem bayreuthischen Stadtvogteiamt Bayreuth zu. Die Dorf- und Gemeindeherrschaft war strittig zwischen dem Rittergut Mengersdorf und dem Hofkastenamt Bayreuth. Die Grundherrschaft über sämtliche Anwesen hatte das Rittergut Mengersdorf.
Von 1797 bis 1810 unterstand der Ort dem Justiz- und Kammeramt Bayreuth. 1810 kam Mengersdorf zum Königreich Bayern. Infolge des Ersten Gemeindeedikts wurde Mengersdorf dem 1812 gebildeten Steuerdistrikt Truppach zugewiesen. Zugleich entstand die Ruralgemeinde Mengersdorf. Sie war in Verwaltung und Gerichtsbarkeit dem Landgericht Bayreuth zugeordnet und in der Finanzverwaltung dem Rentamt Bayreuth (1919 in Finanzamt Bayreuth umbenannt). In der freiwilligen Gerichtsbarkeit unterstand der gesamte Ort von 1820 bis 1848 dem Patrimonialgericht Aufseß. 1854 kamen Außerleithen, Bärnreuth und Pensenleithen hinzu. Ab 1862 gehörte Mengersdorf zum Bezirksamt Bayreuth (1939 in Landkreis Bayreuth umbenannt). Die Gerichtsbarkeit blieb beim Landgericht Bayreuth (1879 in Amtsgericht Bayreuth umgewandelt). Die Gemeinde hatte 1964 eine Fläche von 4,074 km². Am 1. Januar 1969 schloss sie sich der Gemeinde Truppach an, die am 1. Januar 1972 im Zuge der Gebietsreform in Bayern in die Gemeinde Mistelgau eingegliedert wurde.

### Baudenkmäler
- St. Otto, evangelisch-lutherische Pfarrkirche
- Pfarrhaus
- Ehemaliges Gesindehaus

### Einwohnerentwicklung

#### Gemeinde Mengersdorf
| Jahr      | 1822  | 1840   | 1852   | 1855   | 1861   | 1867   | 1871   | 1875   | 1880   | 1885   | 1890   | 1895   | 1900   | 1905   | 1910   | 1919   | 1925   | 1933   | 1939   | 1946   | 1950   | 1952   | 1961  | 1970   |
| Einwohner | 177   | 168    | 149    | 225    | 203    | 206    | 196    | 206    | 199    | 171    | 159    | 157    | 140    | 135    | 135    | 130    | 129    | 135    | 106    | 176    | 184    | 198    | 156   | 146    |
| Häuser    | 25    |        |        |        |        |        | 32     |        |        | 31     | 32     |        | 31     |        |        |        | 29     |        |        |        | 27     |        | 31    |        |
| Quelle    | [ 8 ] | [ 13 ] | [ 13 ] | [ 13 ] | [ 14 ] | [ 15 ] | [ 16 ] | [ 17 ] | [ 18 ] | [ 19 ] | [ 20 ] | [ 13 ] | [ 21 ] | [ 13 ] | [ 22 ] | [ 13 ] | [ 23 ] | [ 13 ] | [ 13 ] | [ 13 ] | [ 24 ] | [ 13 ] | [ 9 ] | [ 25 ] |

#### Ort Mengersdorf
| Jahr      | 001819 | 001822 | 001861 | 001871 | 001885 | 001900 | 001925 | 001950 | 001961 | 001970 | 001987 |
| Einwohner | 108    | 177    | 120    | 139    | 132    | 104    | 98     | 155    | 131    | 137    | 111    |
| Häuser    |        | 25     |        |        | 24     | 25     | 24     | 22     | 27     |        | 34     |
| Quelle    | [ 26 ] | [ 8 ]  | [ 14 ] | [ 16 ] | [ 19 ] | [ 21 ] | [ 23 ] | [ 24 ] | [ 9 ]  | [ 25 ] | [ 1 ]  |

## Religion
Der Ort ist Sitz der Pfarrei St. Otto und seit der Reformation evangelisch-lutherisch geprägt.

## Sonstiges
- Kindererlebnisweg im Zauberwald
- Waldlebensweg
- Urnenwald (Friedwald)

## Söhne und Töchter des Orts
- Heinrich II. von Mengersdorf († 1545), Abt von Kloster Theres (1532–1545)
- Ernst von Mengersdorf (bis 1591), Fürstbischof von Bamberg (1583–1591)
- Margot Drechsel (auch Drexler, Drechsler; * 17. Mai 1908 in Mengersdorf; † Juni 1945 in Bautzen hingerichtet), Aufseherin in verschiedenen Konzentrationslagern
- Hans Gerhard Behringer (* 1952), Diplom-Psychologe, Theologe, Psychotherapeut, Seminartrainer und Schriftsteller